# Škeble plochá
Škeble plochá (Pseudanodonta complanata) je sladkovodní druh mlže z čeledi velevrubovití.
Škeble plochá vytváří tři poddruhy:
- Pseudanodonta complanata complanata (Rossmässler, 1835)
- Pseudanodonta complanata klettii (Rossmässler, 1835)
- Pseudanodonta complanata kuesteri F. Haas, 1913

## Rozšíření a stupeň ohrožení
- podle červeného seznamu IUCN - téměř ohrožený (NT)[2]
- Česko
  - Stupeň ohrožení v Česku je ohrožený (EN). Má rozdílný stupeň ohrožení v Čechách (ohrožený) a na Moravě (kriticky ohrožený).[3][4]
  - Vyhláška 395/1992 Sb. ve znění vyhl. 175/2006 Sb. - není uveden
- Německo
  - kriticky ohrožený (vom Austerben bedroht)[5]
  - Uveden jako přísně chráněný druh a také jako zvláště chráněný druh v příloze 1 Spolkového nařízení o ochraně druhů.
- Nizozemsko - ano[6]
- Polsko - ohrožený[7]
- Rusko
  - Sverdlovská oblast - ne[8]
- Slovensko - ohrožený[9]
- Spojené království - viz Action plan for Pseudanodonta complanata
- Švédsko - vzácný[10]